# 工商時報
《工商時報》（英語：Commercial Times）是台灣旺旺中時媒體集團的一份報紙，創立於1978年12月1日，主要內容以工商、財經為主，每天出版11大張以上，內容涵括工商界要聞與財經重要新聞等。

## 沿革
- 1978年6月30日，中國時報系成立工商時報股份有限公司。
- 1978年12月1日，《工商時報》創刊。
- 2000年2月21日，工商時報股份有限公司正式更名為工商財經數位股份有限公司，簡稱工商財經。
- 2006年12月，工商財經籌畫成立《Timing財經網》。
- 2007年5月，《Timing財經網》正式對外提供服務。
- 2008年12月10日，刊行工商時報電子版的「工商e報」。
- 2011年4月推出Android APP 工商時報行動版。
- 2011年10月推出Iphone APP 工商時報行動版。
- 2012年2月推出全新數位版投資理財電子報Market Daily。

## 外部連結
- 中時電子報
- 工商e報 （页面存档备份，存于）
- Market Daily